# Sopraan (zangstem)
Een sopraan (uit het Italiaans: sopra: boven) is in de muziek een hoge vrouwelijke zangstem. Tevens is het een aanduiding voor een zangeres met een sopraanstem.
De sopraan heeft een ambitus (bereik) van de centrale c (= c1 = c' = C4 = 261,63 Hz) tot a2 = a'' = A5 (880 Hz) in koormuziek en tot de hoge c (c3 = c''' = C6 = 1046 Hz) of hoger in het operarepertoire. Sommige sopranen komen zelfs hoger dan f3 = f''' = F6 (1396 Hz).
Enkele volwassen mannelijke zangers kunnen, zonder gebruik te maken van falset, ook zo hoog zingen als een sopraan, door gebruik te maken van een speciale techniek.
Sopraan is eveneens de naam van de eerste stem in de vierstemmige harmonieleer. Bij een vierstemmige bewerking van een lied krijgt de sopraan de melodie of een bovenstem.
In de opera wordt het timbre van sopraanstemmen bepaald door het Duitse Fachsysteem. Dit wil zeggen dat de stem wordt gekwalificeerd op grond van haar kleur, dit leidt echter weer tot verschillende subcategorieën die hieronder besproken worden. Verscheidene rollen worden meestal gezongen door sopranen die behoren aan een andere 'Fach'. Sopranen zingen meestal de partij van de heldin in een opera.

## Soubrette
Een zoete, lichte stem die vaak het beste is in de middenstem. Zij speelt vaak grappige, ondeugende maar aimabele rollen.
- Amor (Orfeo ed Euridice)
- Ännchen (Der Freischütz)
- Barbarina (Le nozze di Figaro)
- Belinda (Dido and Aeneas)
- Despina (Così fan tutte)
- Lisa (La sonnambula)
- Marzellina (Fidelio)
- Musetta (La bohème)
- Nannetta (Falstaff)
- Servilia (La clemenza di Tito)
- Susanna (Le nozze di Figaro)
- Tamyris (Il rè pastore)
- Zerlina (Don Giovanni)

## Lyrischecoloratuur
Een lichte acrobatische stem die met gemak boven de hoge c (c3 = c''' = C6 = 1046 Hz) zingt.
- Adina (L'elisir d'amore)
- Agrippina (Agrippina)
- Alcina (Alcina)
- Alminera (Rinaldo)
- Amina (La sonnambula)
- Blondchen (Die Entführung aus dem Serail)
- Celia (Lucio Silla)
- Elisa (Il rè pastore)
- Elvira (I puritani)
- Gilda (Rigoletto)
- Ilia (Idomeneo)
- Lakmé (Lakmé)
- Lucia (Lucia di Lammermoor)
- Magda (La rondine)
- Norina (Don Pasquale)
- Olympia (Les contes d'Hoffmann)
- Ophélie (Hamlet)
- Oskar (Un ballo in maschera)
- Sofie (Der Rosenkavalier)
- Zerbinetta (Ariadne auf Naxos)

## Dramatische coloratuur
Een acrobatische stem met krachtige dramatische kwaliteiten en een bereik tot en met een f3 = f''' = F6 (1396 Hz).
- Anne (The Rake's Progress)
- Cleopatra (Giulio Cesare)
- Donna Anna (Don Giovanni)
- Fiordiligi (Così fan tutte)
- Königin der Nacht (Die Zauberflöte)
- Konstanze (Die Entführung aus dem Serail)
- Lady Macbeth (Macbeth)
- Leonora (Il trovatore)
- Lucrezia (Lucrezia Borgia)
- Mathilde (Guillaume Tell)
- Norma (Norma)
- Rosalinda (Die Fledermaus)
- Violetta (La traviata)

## Volle lyrische sopraan
Een zoete, gracieuze stem. Lijkend op de soubrette maar met een groter bereik en een sterker hoog register. Speelt vaak rollen die sympathie oproepen.
- Agathe (Der Freischütz)
- Antonia (Les contes d'Hoffmann)
- Contessa (Le nozze di Figaro)
- Euridice (Orfeo ed Euridice)
- Juliette (Roméo et Juliette)
- Liù (Turandot)
- Manon (Manon)
- Marie (La fille du régiment)
- Marguerite (Faust)
- Martha (Martha)
- Micaëla (Carmen)
- Mimi (La bohème)
- Nedda (Pagliacci)
- Pamina (Die Zauberflöte)
- Zaide (Zaide)

## Spinto-sopraan
Een volle lyrische stem die tot dramatische hoogtepunten kan worden gebracht. Wordt vaak gezien als de lichtere vorm van de Dramatische sopraan.
- Agathe (Der Freischütz)
- Aida (Aida)
- Alice Ford (Falstaff)
- Butterfly (Madama Butterfly)
- Desdemona (Otello)
- Donna Elvira (Don Giovanni)
- Elisabetta (Don Carlos)
- Manon (Manon Lescaut)
- Margherita (Mefistofele)
- Rusalka (Rusalka)
- Tatjana (Jevgeni Onegin)
- Marschallin (Der Rosenkavalier)
- Wally (La Wally)

## Dramatische sopraan
Een krachtige en rijke stem die vol zit met emotie. Gebruikt voor de heldinnen en de tragische rollen. Bereik bes0 of a0 tot en met een c3 of zelfs hoger. Bij onderstaande rollen reiken de noten soms boven de c3.
- Abgaille (Nabucco)
- Amelia (Un ballo in maschera)
- Ariadne (Ariadne auf Naxos)
- Elsa (Lohengrin)
- Gioconda (La Gioconda)
- Kundry (Parsifal)
- Leonora (La forza del destino)
- Leonore (Fidelio)
- Santuzza (Cavalleria rusticana)
- Sieglinde (Die Walküre)
- Tosca (Tosca)

## Wagner-sopraan
Een zeer dramatische stem die zichzelf als een instrument over het orkest (minimaal 80-koppig) kan projecteren. Vaak een mythische heldin.
- Brünnhilde (Die Walküre, Siegfried, Götterdämmerung)
- Elektra (Elektra)
- Elizabeth (Tannhäuser)
- Isolde (Tristan en Isolde)
- Salomé (Salomé)
- Senta (Der fliegende Holländer)
- Turandot (Turandot)